# Taula de Nergal
La Taula de Nergal (també coneguda com a Relleu de Cèrber o Figura en relleu d'Hades) és un relleu part del déu Nergal, trobat a la ciutat d'Hatra de l'actual Iraq, que data del segle I o II.
El plafó fou replegat d'una cambra del Primer Temple al lloc on havia estat incrustat en una paret. Al costat de Nergal, hi ha una petita figura femenina asseguda en un tron amb lleons que deu representar la dea Al·lat.  L'antic déu mesopotàmic és, per influència hel·lenística, assimilat al seu equivalent grec Hades, i és per això que porta lligat Cèrber, el gos guardià de tres caps que guarda l'entrada al món dels morts. La peça fins i tot conservava bona part de la policromia primigènia.
La taula fou destruïda al maig del 2015, per militants d'Estat Islàmic, quan van saquejar el Museu de Mossul. Més tard, el plafó fou recreat digitalment amb fotogrametria i amb diverses fotografies com a part del Projecte Mossul.